# Embuscade de Tourine
Guerre du Sahel
Batailles
- Lemgheity
- Tourine
- Garn-Akassa
- Araouane
- Akla
- Areich Hind
- Wagadou
- Bassikounou

L'embuscade de Tourine a lieu le 14 septembre 2008, pendant la guerre du Sahel.

## Déroulement
Dans la nuit du 14 au 15 septembre 2008, une patrouille de six véhicules de l'armée mauritanienne se porte au sud de Zouerate. À 80 kilomètres de la ville, les soldats tombent dans une embuscade à Tourine. Quatre véhicules sont détruits, endommagés ou capturés, tandis que onze militaires et un guide sont portés disparus selon le premier bilan. Les survivants regagnent la base de Zouerate,.
Le lendemain, l'attaque est revendiquée par AQMI, d'après un texte signé par Abdelmalek Droukdel. L'affaire s'est « soldée par la capture de 12 soldats faits prisonniers et la saisie d'un important arsenal de guerre dont trois véhicules tout terrain »
Le 20 septembre, selon les déclarations de l'armée mauritanienne, les douze cadavres des soldats mauritaniens sont retrouvés décapités. Dans l'interview, Mokhtar Belmokhtar dément que des soldats mauritaniens aient été décapités, cependant il ne semble pas que Belmokhtar ait pris part au combat de Tourine, l'embuscade aurait été tendue par trois autres katibas, commandées par Abdelhamid Abou Zeid,,, et Djamel Okacha, dit Yahya Abou El Hammam.
Le 20 mars 2011, quatre jihadistes d'AQMI sont condamnés à mort à Nouakchott pour leur participation à l'embuscade de Tourine, un autre accusé est condamné à deux ans de prison et un sixième est acquitté.